# Émile Cohl
Pour les articles homonymes, voir Cohl.
Ne pas confondre avec Émile Koehl
Émile Courtet, dit Émile Cohl, est un dessinateur, animateur et réalisateur français, né à Paris le 4 janvier 1857 et mort à Villejuif le 20 janvier 1938. Il est pionnier dans le domaine du dessin animé.
Il est l’élève du caricaturiste André Gill. 

## Biographie
Émile Courtet est né à Paris, mais à sept ans, à la suite du décès de sa mère, son père le place dans une famille aux Lilas, en banlieue. À 15 ans, il devient apprenti chez un bijoutier, mais il s’intéresse déjà davantage au dessin et à la prestidigitation.
Touche-à-tout de génie, il est tour à tour illustrateur, photographe, auteur de vaudevilles et de pièces de théâtre, comédien, peintre, journaliste, magicien. Caricaturiste reconnu à la fin du XIXe siècle, élève d'André Gill, il flirte avec les mouvements qui influencent plus tard les surréalistes. Il fréquente les cabarets du Chat noir près de Pigalle et du Lapin Agile à Montmartre, et il est membre des groupes artistiques des Hydropathes d'Émile Goudeau, puis des Incohérents. Ses caricatures paraissent dans de très nombreux journaux (La Nouvelle Lune, Les Hommes d'aujourd'hui…). Du 23 décembre 1893 au 14 juillet 1894, il dessine les unes de La Libre Parole illustrée (no 24 au no 53), dont quelques-unes présentent un caractère antisémite. Il propose des jeux et des énigmes dans le supplément illustré Nos loisirs (1906).
Il fréquente de nombreux écrivains tels que Victor Hugo et Paul Verlaine. Il rencontre également des cinéastes comme Sacha Guitry et Georges Méliès.
Marié en 1881 avec Marie Louise Servat (1862-1891), il a une fille en 1883, qu'il prénomme Andrée, en hommage à
André Gill : il organise une souscription pour soutenir son ami enfermé à l'asile de Charenton. Cette même année, il travaille au journal Le Masque avec le photographe Charles Gallot qui l'initie vraisemblablement au maniement du collodion humide, un an avant qu'il n'ouvre son atelier de photographe portraitiste, rue Saint-Laurent à Paris.
À partir de 1886, son épouse entretient une liaison avec Henry Gauthier-Villars, dit Willy (qui sera plus tard le mari de Colette) ; les deux amants ont un fils ensemble. Cet épisode provoque le second duel à l'épée de la vie d'Émile Cohl, le 25 octobre 1886, le premier duel l'ayant opposé[pourquoi ?] à Jules Jouy en 1880.
Sa seconde épouse, Suzanne, fille d'Hippolyte Camille Delpy, peintre de l'école de Barbizon, élève de Camille Corot et Charles-François Daubigny, lui donne un fils, prénommé André. Sa femme Suzanne meurt en 1930.
Émile termine sa vie dans une grande pauvreté. En avril 1937, alors qu'il est penché sur sa table de travail, sa barbe prend feu sur la flamme d'une bougie avec laquelle il s'éclairait. Placé en observation à l'hôpital de La Pitié-Salpêtrière, son état de santé ne s'améliore pas durant les mois qui suivent. Il est transféré à l'hôpital Paul Brousse à Villejuif, où il mourra, le 20 janvier 1938, des suites d'une bronchopneumonie mal soignée. Ses cendres reposent à Paris au columbarium du Père-Lachaise (case n°24023).

## Un pionnier du dessin animé
En 1892, les pantomimes lumineuses d'Émile Reynaud, les premiers dessins animés de l'histoire du cinéma, sont projetées à Paris au musée Grévin à l’aide du Théâtre optique, un système de projection sur grand écran de dessins tracés et coloriés directement sur une pellicule de 70 mm constituée d'une suite de carrés de gélatine protégés de l'humidité par un recouvrement de gomme-laque, initiant alors la technique de l'animation sans caméra. Ces séances étaient présentées dans une salle où se rassemblait un public payant et furent les premières projections sur écran du cinéma, le sous-sol du musée Grévin devenant ainsi la première salle de cinéma de l'histoire. Le procédé fut abandonné par la suite car il ne permettait pas le tirage de copies.
En 1906, on découvre un procédé nouveau pour le cinéma, ce que l’on nomme le « tour de manivelle », un « procédé (qui) fut appelé en France « mouvement américain ». Il était encore inconnu en Europe », car le tour de manivelle provient du studio Vitagraph Company qui l'utilise pour mettre des objets inanimés en mouvement. C'est un comédien américain, James Stuart Blackton, qui réalise alors le premier dessin animé sur support filmique de l'histoire du cinéma (ceux d'Émile Reynaud étant directement dessinés sur la pellicule, sans le truchement d'une prise de vues), Humorous Phases of Funny Faces (Phases amusantes de faces rigolotes), où l'on voit, tracé en blanc à la craie sur un fond noir, un jeune couple qui se fait les yeux doux, puis vieillit, enlaidit, le mari fume un gros cigare et asphyxie son épouse grimaçante qui disparaît dans un nuage de fumée, la main de l'animateur efface alors le tout. Le dessin animé filmé sur pellicule de cinéma argentique 35 mm, est né avec ce film.
Ayant compris le principe du procédé image par image de Blackton, Émile Cohl crée Fantasmagorie qui est projeté pour la première fois le 17 août 1908 au théâtre du Gymnase à Paris, pour la société Gaumont. De 1908 à 1923, Émile Cohl réalise 300 autres films, pour la plupart des films précurseurs en matière de cinéma d'animation puisqu'il manie avec autant de bonheur le dessin que les allumettes, le papier découpé ou encore les marionnettes, ou des objets divers comme des citrouilles. Ses films sont réalisés pour les compagnies cinématographiques françaises Lux, Gaumont, Pathé et Éclipse. Il travaille aussi pour les Laboratoires Éclair à Fort Lee aux États-Unis de 1912 à 1914, comme directeur d'animation.
La créativité, aussi bien technique qu'artistique, dont témoigne son œuvre subsistante — seuls 65 films d'Émile Cohl ont été retrouvés — le fait rejoindre les créateurs les plus inventifs et les plus importants des premiers temps du septième art.

## Réalisations dans le cinéma d’animation
- Films réalisés par Émile Cohl
- Fantasmagorie (1908). Film entier Gaumont.
- Un drame chez les fantoches (1908). Film entier Gaumont.
- Les Pieds Nickelés (1917), avec Benjamin Rabier.

- 1908 : son premier dessin animé, Fantasmagorie (36 mètres)[10].
- 1908 : le premier héros de dessin animé, Fantoche.
- 1908 : animation en volume, Les Allumettes animées.
- 1910 :
  - son premier film de marionnettes, Le Tout Petit Faust ;
  - le premier dessin animé en couleur, Le Peintre néo-impressionniste ;
  - le premier dessin animé éducatif, La Bataille d'Austerlitz ;
- 1911 : la pixilation, Jobard ne peut pas voir les femmes travailler.
- 1917 :
  - le premier dessin animé tiré d'une bande dessinée, Les Aventures des Pieds Nickelés dont le documentaire Au pays de la fantaisie[10] (1946), de Gaston Thierry et Léo de Gioanni, reprendra deux minutes ;
  - la première série de dessins animés, Le Chien Flambeau ;
  - Les Aventures de Clémentine avec Benjamin Rabier.

- Films réalisés par Émile Cohl
- Les Douze travaux d'Hercule (1910). Film complet.
- Les Aventures du baron du Crac (1910). Film complet.
- Le Tout petit Faust (1910) (1910). Film complet.
- Le Retapeur de cervelles (1910). Film complet.
- Le Placier est tenace (1910). Film complet.
- L'Enfance de l'art (1910), avec les techniques du papier découpé, de la pixilation et du dessin animé. Film complet.
- En route (1910). Film complet.
- Les Exploits de Feu Follet (1911). Film complet.

## Filmographie
- 1908 : La Course aux potirons
- 1908 : Fantasmagorie
- 1908 : Le Cauchemar de Fantoche
- 1908 : Un drame chez les fantoches
- 1908 : Le Cerceau magique
- 1908 : Les Frères Boutdebois
- 1908 : Le Petit soldat qui devient Dieu
- 1908 : L'Hôtel du silence
- 1909 : Soyons donc sportifs
- 1909 : Clair de lune espagnol
- 1909 : Japon de fantaisie
- 1909 : Les Joyeux microbes
- 1909 : Les Couronnes
- 1909 : Porcelaines tendres
- 1909 : Génération spontanée (ou Les Générations comiques)
- 1909 : Le Ratelier de la belle-mère
- 1909 : Les Lunettes féeriques
- 1909 : Monsieur Clown chez les Lilliputiens
- 1909 : Moderne école
- 1909 : Les Transfigurations
- 1909 : Les Locataires d'à-côté
- 1909 : Les Chaussures matrimoniales
- 1909 : Affaires de cœur
- 1910 : Cadres fleuris
- 1910 : Les Douze Travaux d'Hercule
- 1910 : Le Peintre néo-impressionniste
- 1910 : Le Mobilier fidèle
- 1910 : Le Binettoscope
- 1910 : Le Petit Chantecler
- 1910 : La Musicomanie
- 1910 : En route
- 1910 : Le Songe d'un garçon de café
- 1911 : Le Retapeur de cervelles
- 1914 : Les Allumettes fantaisies
- 1916 : Les Évasions de Bob Walter
- 1916 : Les Braves petits soldats de plomb
- 1916 : La Main mystérieuse
- 1916 : La Blanchisserie américaine
- 1916 : Croquemitaine et Rosalie

## Postérité
- Son nom a été donné à une distinction qui récompense chaque année un film d'animation : le prix Émile-Cohl.
- Un square du 12e arrondissement de Paris porte son nom depuis 1959 ; Paul Pavaux, rédacteur en chef du journal Ciné France, pétitionne en ce sens le conseil municipal de Paris le 24 janvier 1938[11].
- À Lyon, une école de dessin, l'École Émile-Cohl, a été créée en 1984[12].
- Son petit-fils, Pierre Courtet-Cohl (1932-2008), a travaillé pour la diffusion et la reconnaissance de l'œuvre d'Émile Cohl en France et à l'étranger. Très actif dans le milieu du cinéma d'animation et du précinéma, il est notamment à l'origine de la rétrospective du Centenaire Émile Cohl, organisée sous l'impulsion de Xavier Kawa-Topor et du Forum des images à la Cinémathèque française en 2008, avec le concours des Archives françaises du film et de la Cinémathèque Gaumont.

- Plaque funéraire au columbarium du Père-Lachaise (division 87, plaque n° 24 023), à Paris.
- Plaque du square Émile-Cohl à Paris.

### Vidéographie
- Émile Cohl. L'agitateur aux mille images, 1908-1910, Gaumont vidéo, Paris, 2009, 323 min (2 DVD).
- Les pionniers de l'animation, Lobster Films, 2016, Les Pionniers de l'animation, coffret DVD.